# Župnija Lipoglav
Župnija Lipoglav je rimskokatoliška teritorialna župnija Dekanije Grosuplje Nadškofije Ljubljana. Župnijska cerkev v Lipoglavu je posvečena sv. Nikolaju, škofu.

## Matične knjige
Arhiv Nadškofije Ljubljana hrani naslednje matične knjige župnije Lipoglav:
- Krstne knjige: 1736-1781, 1782-1819, 1784-1820, RM 1820-1835, 1836-1886
- Poročne knjige: 1738-1817, 1784-1819, 1820-1870
- Mrliške knjige: 1784-1819, 1836-1907

### Farne spominske plošče v župniji Lipoglav
V župniji Lipoglav so postavljene Farne spominske plošče, na katerih so imena vaščanov iz okoliških vasi (Mali lipoglav, Pance, Repče in Sela), ki so umrli v boju proti komunizmu leta 1945. Skupno je na ploščah 17 imen.